# كاميسو (إيباراكي)
كاميسو (باليابانية: 神栖市 كاميسو-شي) هي مدينة تقع في محافظة إيباراكي، اليابان. تأسست المدينة في 1 أغسطس 2005.

## توأمة
لكاميسو (إيباراكي) اتفاقيات توأمة مع:
- يوريكا

## أعلام
- ديتشي إيشيكاوا
- ناويا إشيغامي

## وصلات خارجية
- موقع بلدية كاميسو